# Geoffrey Burton
Geoffrey Burton is een Belgische gitarist, muziekproducer en muziekschrijver uit Gent. Burton werkt als onafhankelijk artiest. Zijn levensgezellin is Sarah Yu Zeebroek.
Hij is professioneel muzikant sinds zijn 21e en momenteel lid van de groep Hong Kong Dong. Burton werkte reeds met vele Belgische en internationale artiesten samen. Bekende artiesten zijn Alain Bashung, Arno, Charlotte Adigéry, Sophie Hunger, Iggy Pop, Grace Jones, Mísia, Botanica, Soulwax, Stéphane Eicher, Rodolphe Burger, Jacques Higelin, Roland, The Rhythme Junks, Warhaus, Daan en Triggerfinger.
Vaak maakt hij ook muziek voor of speelt hij in theaterproducties, zoals 'De Geschiedenis van de Wereld aan de Hand van Banaliteiten' met Titus De Voogt (De Kopergietery), Elektra (Theater Dortmund), Tambours Battants (Zuidpool), Wintersprookje, Waramis (Het Scheldeoffensief), De Bank (Theater Stap). 
In 2016 maakte hij samen met Jeroen Swinnen de muziek voor de serie Chaussée d'Amour.
Burton produceerde en coproduceerde albums van onder andere WWWater, Peenoise, Absynthe Minded, Cali, Peenoise, PJDS, Hong Kong Dong.
In september 2020 bracht Burton zijn eerste soloalbum uit op het label Gong Ear.